# ロラド・タフト
ロラド・ザドク・タフト（英語：Lorado Zadok Taft、1860年4月29日 - 1936年10月30日）は、アメリカの彫刻家、作家、教育者である。
米国下院議員のエミリー・タフト・ダグラスの父であり、上院議員のポール・ダグラスの義父である。

## 生涯・経歴
1860年4月29日にイリノイ州エルムウッドに父・ドン・カルロス・タフトと母・メアリー・ルーシー・フォスターの間に生まれた。
フランス・パリで彫刻を勉強した後、1886年に米国に戻ると、シカゴに定住した。1929年まではシカゴ美術館付属美術大学で教えた。粘土と石膏での作業に加え、タフトは生徒に大理石の彫刻を教え、グループプロジェクトをさせた。また、シカゴ大学とイリノイ大学で講義をした。1903年に彫刻に関する調査である「The History of American Sculpture」を出版した。
彫刻家としては多くの作品をアメリカ各地に残している。1910年から1922年にかけて作ったシカゴのミッドウェイ・プレイサンスの西端にある噴水「Fountain of Time」は、1922年にが公開され、1932年には、ルイジアナ州会議事堂の前にある「The Patriots」が公開された。この他、「Fountain of Creation」という巨大な作品を「Fountain of Time」からみてミッドウェイの反対側に配置することを計画していたが、未完成のまま残された。この作品の一部は、イリノイ大学アーバナ・シャンペーン校に寄贈され、現在は図書館とフォエリンガー・オーディトリアムにある。大学は寮と通りをタフトに因んで名付けた。

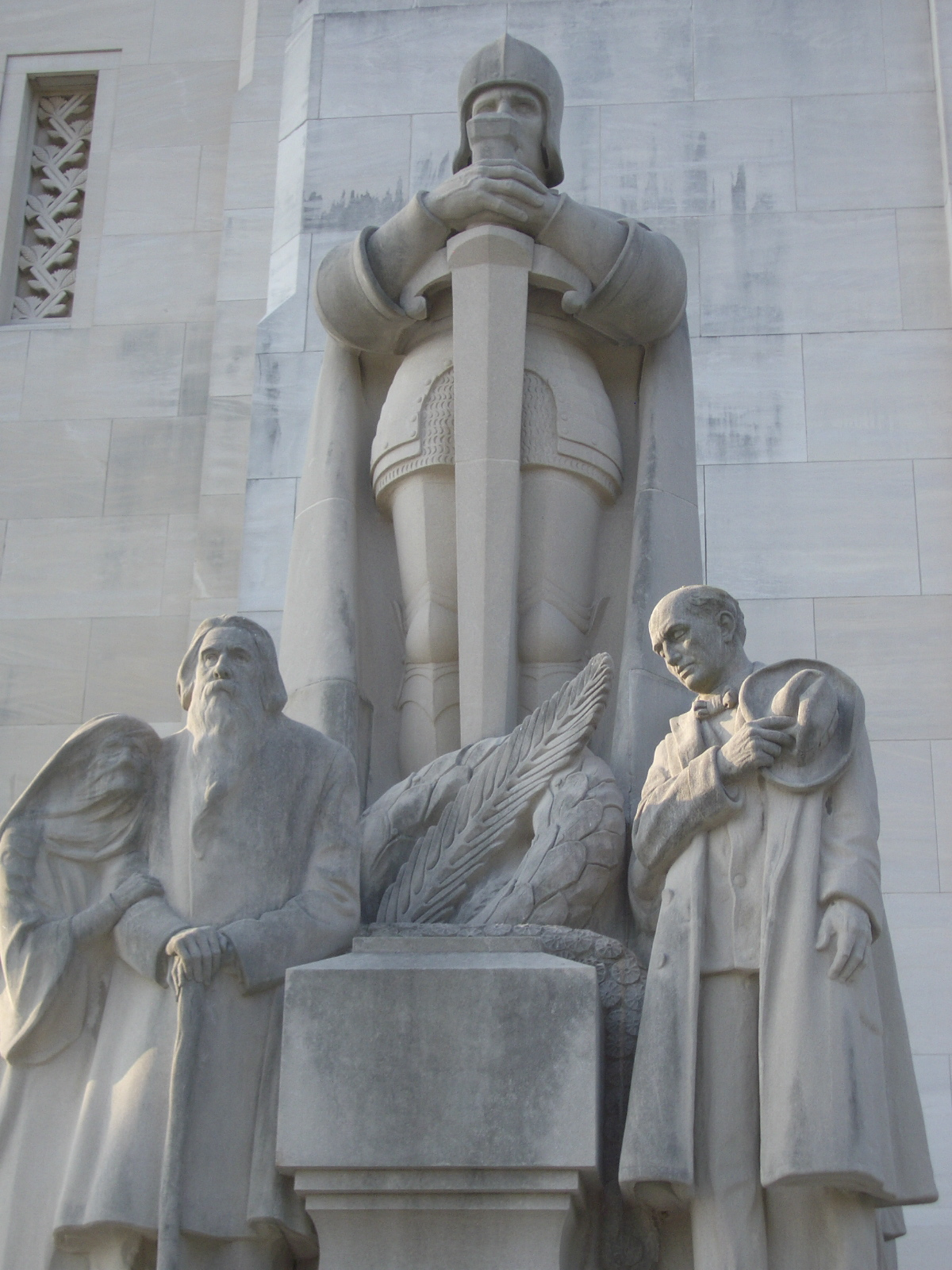
ルイジアナ州会議事堂にある「The Patriots」（1932年）

1965年には、シカゴのイングルサイド・アベニュー6016にあるタフトの職場は、ロラド・タフト・ミッドウェイ・スタジオとしてアメリカ合衆国国定歴史建造物に指定された。

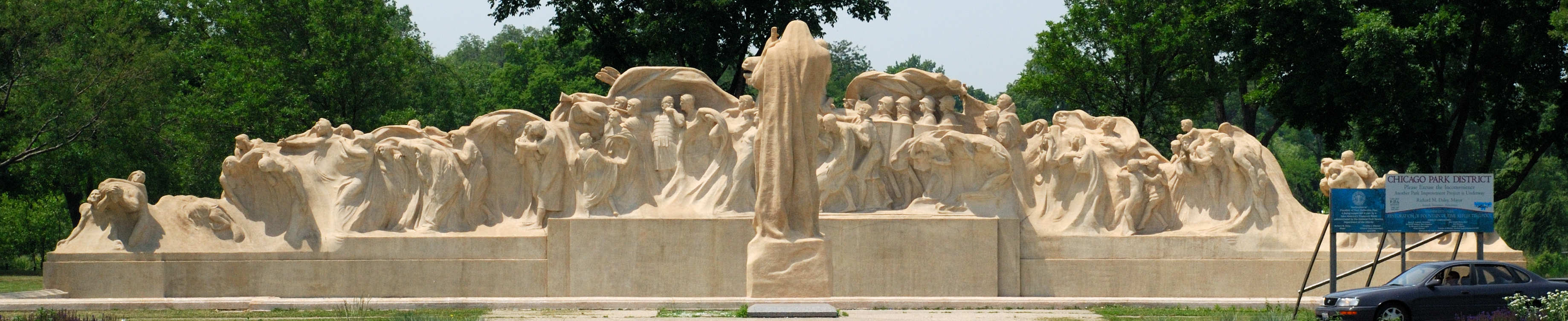
シカゴ・ミッドウェイ・プレイサンスにある「Fountain of Time」（1910–1922年）